# Frans Vilhelm Törne

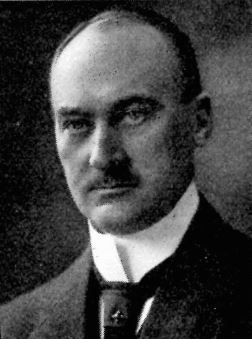
Frans Vilhelm Törne.

Frans Vilhelm Törne, född Andersson 21 maj 1870 på Röstånga mölla i Röstånga församling i Malmöhus län, död 31 december 1949 i Tävelsås församling i Kronobergs län, var en svensk läkare och tandläkare.
Törne började studera vid Landskrona läroverk 1880 och avlade studentexamen vid Lunds katedralskola 1888. Efter tandläkarexamen 1891 blev Törne student vid Lunds universitet 1892, medicine kandidat 1896, medicine licentiat 1899 och medicine doktor 1904. Han var praktiserande tandläkare i Lund 1891–96 och praktiserande läkare där från 1899. Han blev docent i otorhinolaryngologi vid Lunds universitet 1905, föreståndare för polikliniken för öron-, näs- och halssjukdomar vid Lunds lasarett samma år, dito för öron-, näs- och halskliniken 1918 och var överläkare där 1920–30. Han tilldelades professors namn 1931. 
1936 köpte Frans Vilhelm Thörne Osaby Säteri. Han lät göra en omfattande renovering av huvudbyggnaden varvid hela källarplanet grävdes ut. Byggnader och trädgård fick sitt utseende av Thörne under 1930-talet. Han dog 1949 och gården ärvdes av döttrarna Ingeborg och Stina. De båda systrarna var intresserade av naturen. Båda förblev ogifta och donerade Osaby till Naturskyddsföreningen 1964.